# عشق من، زندگی من
«عشق من، زندگی من» (انگلیسی: My Love, My Life) ترانه‌ای از ابرگروه موسیقی پاپ آبا است که در سال ۱۹۷۶ منتشر شد. این ترانه با صدای آنگنیه‌تا فلتسکوگ اجرا شد و یکی از آخرین ترانه‌هایی بود که برای آلبوم ورود ضبط شد.
این ترانه تمپوی آهسته ۶۸ ضرب در دقیقه دارد و در کسر میزان ساده و گام دو ماژور نوشته شد. وسعت صدای آنگنیه‌تا فلتسکوگ در این ترانه از G3 تا E5 است.

### جدول موسیقی
| جدول (۲۰۱۸)       | بالاترین رتبه |
| ----------------- | ------------- |
| اسکاتلند (اوسی‌سی) | ۴۷            |